# Sandbokärrgölen
Sandbokärrgölen är en sjö i Västerviks kommun i Småland och ingår i Botorpsströmmens huvudavrinningsområde.